# Paroster skaphites
Paroster skaphites är en skalbaggsart som först beskrevs av Watts och William F. Humphreys 2003.  Paroster skaphites ingår i släktet Paroster och familjen dykare. Artens utbredningsområde är Australien. Inga underarter finns listade i Catalogue of Life.